# 炭酸ガス吸収装置

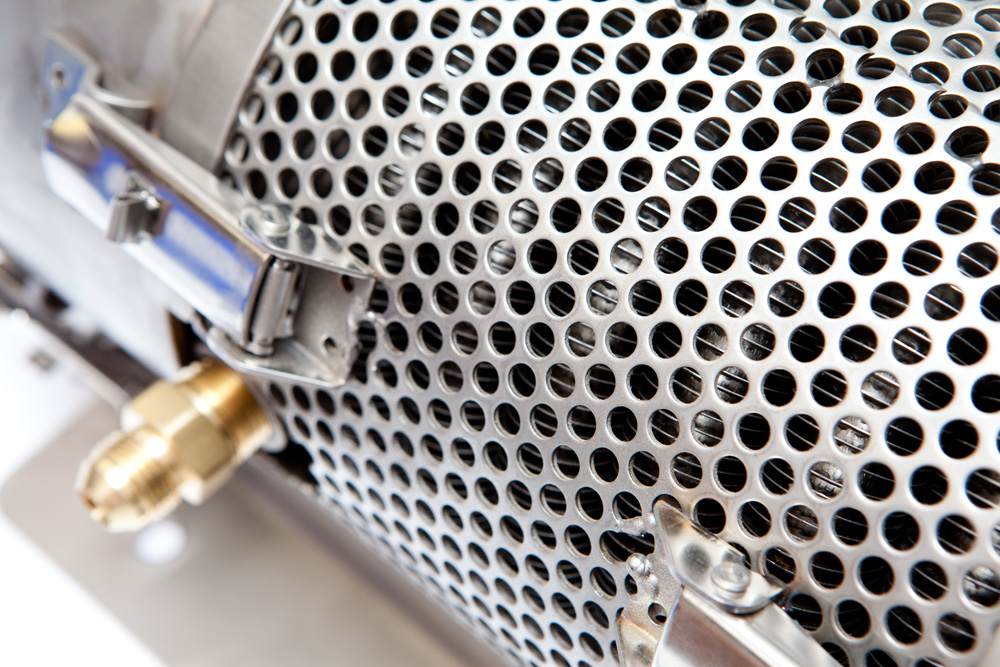
炭酸ガス吸収装置

炭酸ガス吸収装置（たんさんガスきゅうしゅうそうち、英: Carbon dioxide scrubber）とは、二酸化炭素を吸収する装置のことである。これは、工業プラントの排気ガスや、圧力容器、宇宙機、潜水艇、またはリブリーザーのような生命維持装置において排出される空気を処理するために使用される。また、CA貯蔵や、二酸化炭素回収・貯留プロセスにも利用されている。

## 技術

### アミンスクラビング
炭酸ガス吸収装置の主な用途は、石炭火力およびガス火力発電所の排気ガスから二酸化炭素を除去することである。現在、真剣に評価されている技術は、主にアミン（モノエタノールアミン）を使用するものである。これらの有機化合物の冷却溶液は、二酸化炭素を結合するが、高温ではその結合が逆転する。
CO2  +  2 HOCH2CH2NH2 ↔ HOCH2CH2NH+
3 + HOCH2CH2NHCO−
2
この性質を利用し、冷却溶液を排気ガスに触れさせると二酸化炭素が排気ガスから溶液へと移動する。そして、溶液を二酸化炭素の移送・濃縮先へと輸送し加熱すると二酸化炭素が溶液から放出され、ふたたび溶液を排気ガスからの吸収に使える状態になる（再生）。
2009年の時点では、この技術は設備の設置費用や運用コストが高いため、ほとんど導入されていない。

### 鉱物とゼオライト
いくつかの鉱物や鉱物に類似した物質は、可逆的に二酸化炭素を結合する。これらの鉱物は、酸化物または水酸化物であり、二酸化炭素は炭酸塩として結合される。例として、酸化カルシウムは、炭酸カルシウムを形成する。このプロセスは、カルシウムルーピングと呼ばれる。他の鉱物には、蛇紋石（マグネシウムケイ酸塩水酸化物）や、カンラン石が含まれる。分子篩も同様の機能を果たす。
また、排気ガスや空気中の二酸化炭素を除去し、制御された環境で二酸化炭素を放出する、様々な循環的スクラブ処理が提案されている。これらのプロセスには、クラフトパルプの変形版（水酸化ナトリウムをベースとするもの）が含まれる。二酸化炭素は、そのような溶液に吸収され、苛性化と呼ばれるプロセスを経て石灰に移行し、さらに窯を用いて再び放出される。既存のプロセスにいくつかの修正を加えば酸素燃焼窯に変更することで、得られる排出ガスは二酸化炭素の濃縮流となり、貯留や燃料としての利用が可能となる。この熱化学プロセスの代替案として、炭酸塩溶液を電気分解することで、二酸化炭素を放出する電気的プロセスがある。この電気的プロセスは単純だが、水電解としてより多くのエネルギーを消費する。環境問題を動機とした二酸化炭素回収の初期技術では、エネルギー源として電力を使用しており、グリーンエネルギーへの依存があった。一部の熱的二酸化炭素回収システムは、オンサイトで発生した熱を使用しており、オフサイトでの発電による非効率性を低減する。しかし、これらも依然として持続可能なエネルギーが必要であり、これは原子力や集光型太陽熱発電で供給可能である。

#### 水酸化ナトリウム
ZemanとLacknerは、空気中から二酸化炭素を回収する具体的な方法を提案した。
まず、二酸化炭素はアルカリ性の水酸化ナトリウム溶液に吸収し、溶解後に炭酸ナトリウムを生成する。この吸収反応は気液反応であり、強い発熱反応である。反応式は、以下の通りである。
2NaOH(aq) + CO2(g) → Na2CO3(aq) + H
2O(l)
Na2CO3(aq) + Ca(OH)2(s) → 2NaOH(aq) + CaCO3(s)
ΔH° = −114.7 kJ/mol
続いて、製紙業で広く行われている苛性化プロセスにより、炭酸イオンの94%がナトリウムからカルシウムカチオンに転移する。その後、沈殿した炭酸カルシウムを溶液からろ過し、加熱すると分解し、気体の二酸化炭素が生成する。このプロセスで唯一吸熱反応となるのが、以下に示される煆焼反応である。
CaCO3(s) → CaO(s) + CO2(g)
ΔH° = +179.2 kJ/mol
炭酸カルシウムの熱分解は、追加のガス分離工程を避けるため、酸素燃焼の石灰窯で行われる。石灰の水和により、サイクルを完成する。この水和反応は発熱反応であり、水または水蒸気を使用して行われる。水を使用する場合は、以下のような液体と固体の反応となる。
CaO(s) + H
2O(l) → Ca(OH)2(s)
ΔH° = −64.5 kJ/mol

#### 水酸化リチウム
他の強塩基である、ソーダ石灰、水酸化ナトリウム、水酸化カリウム、水酸化リチウムなども、二酸化炭素と化学反応して除去することが可能である。特に、水酸化リチウムは、アポロ計画などの宇宙機で、二酸化炭素を内気から除去するために使用された。水酸化リチウムは、二酸化炭素と反応して炭酸リチウムを形成する。近年では、水酸化リチウム吸収剤の技術が麻酔器に応用されている。麻酔器は、手術中に生命維持と吸入薬剤を提供する閉鎖回路を使用するため、患者が吐き出した二酸化炭素の除去が必要である。水酸化リチウムは、従来のカルシウムベースの製品に比べ、安全性や利便性の向上が期待されている。
2 LiOH(s) + 2 H
2O(g) → 2 LiOH·H
2O(s)
2 LiOH·H
2O(s) + CO2(g) → Li2CO3(s) + 3 H
2O(g)
また、その反応式は以下の通りである。
2LiOH(s) + CO2(g) → Li2CO3(s) + H
2O(g)
過酸化リチウムは、単位重量あたりの二酸化炭素吸収量が多いだけでなく、酸素を放出するという利点がある。超酸化カリウムもまた二酸化炭素吸収と酸素放出の両方を行える。
近年では、オルトケイ酸リチウムが、二酸化炭素回収およびエネルギー貯留の用途で注目を集めている。この材料は優れた性能を持つが、炭酸塩が形成されるためには高温が必要である。

### 再生二酸化炭素除去システム
スペースシャトルのオービターに搭載された再生型二酸化炭素除去システムは、消耗品を使用せずに二酸化炭素を継続的に除去する2層式システムを採用している。再生型システムにより、吸着剤容器を補充する必要がなく、シャトルミッションの宇宙滞在期間を延長することが可能となった。従来の水酸化リチウムベースの非再生型システムは、再生可能な金属-酸化物ベースのシステムに置き換えられた。金属酸化物ベースのシステムは主に、金属酸化物吸着剤容器と、再生部品から構成されている。吸着剤材料で二酸化炭素を除去し、吸着剤材料を再生することで機能する。金属酸化物吸着剤容器は、空気を約200 °Cで標準流量3.5リットル/秒で10時間流すことによって再生される。

### 活性炭
活性炭も炭酸ガス吸収装置として使用することができる。二酸化炭素濃度が高い空気は、活性炭の層を通して吹き込まれ、二酸化炭素は活性炭に吸着する（吸着）。一度活性炭が飽和すると、低二酸化炭素濃度の空気（大気）を活性炭層に吹き込むことで再生される。このプロセスにより、最初の状態と同じ量の二酸化炭素が大気に戻り、活性炭は再びスクラブに使用可能になる。この過程では、開始時と同じ純量の二酸化炭素が空気中に残ることになる。

### 金属有機構造体
金属有機構造体は、二酸化炭素の吸着による回収と隔離のために広く研究されている。現在、商業的な大規模技術は存在していない。ある実験では、金属有機構造体が真空圧力スイングプロセスを使用して排ガス流から約90%の二酸化炭素を分離することができた。金属有機構造体を、回収材として使用した場合のエネルギーコストは、約65%増加すると推定され、アミンを使用した場合は約81%増加すると推定された。

### 拡張エアカートリッジ
拡張エアカートリッジは、適切に設計されたリブリーザーの受け入れ穴に装着可能な、使い捨ての吸着剤容器の一種である。

### その他の方法
二酸化炭素除去のために、多くの他の方法や材料も議論されている。
- 吸着[19]
- 再生二酸化炭素除去システム
- 藻類充填バイオリアクター装置
- ガス分離膜（英語版）
- 逆熱交換器